# Chumillas
Chumillas ist ein Ort und eine zentralspanische Gemeinde (municipio) mit 55 Einwohnern (Stand: 2024) im Norden der Provinz Cuenca in der Autonomen Region Kastilien-La Mancha. 

## Lage und Klima
Chumillas liegt auf der Westseite des Iberischen Gebirges in einer Höhe von ca. 1060 m. Die Provinzhauptstadt Cuenca befindet sich gut 31 Kilometer (Fahrtstrecke) nordnordwestlich. Das Klima im Winter ist gemäßigt, im Sommer dagegen warm bis heiß. Regen (477 mm/Jahr) fällt das ganze Jahr über.

## Bevölkerungsentwicklung
| Jahr      | 1970 | 1981 | 1991 | 2001 | 2011 | 2021 |
| Einwohner | 314  | 149  | 47   | 48   | 70   | 61   |

## Sehenswürdigkeiten

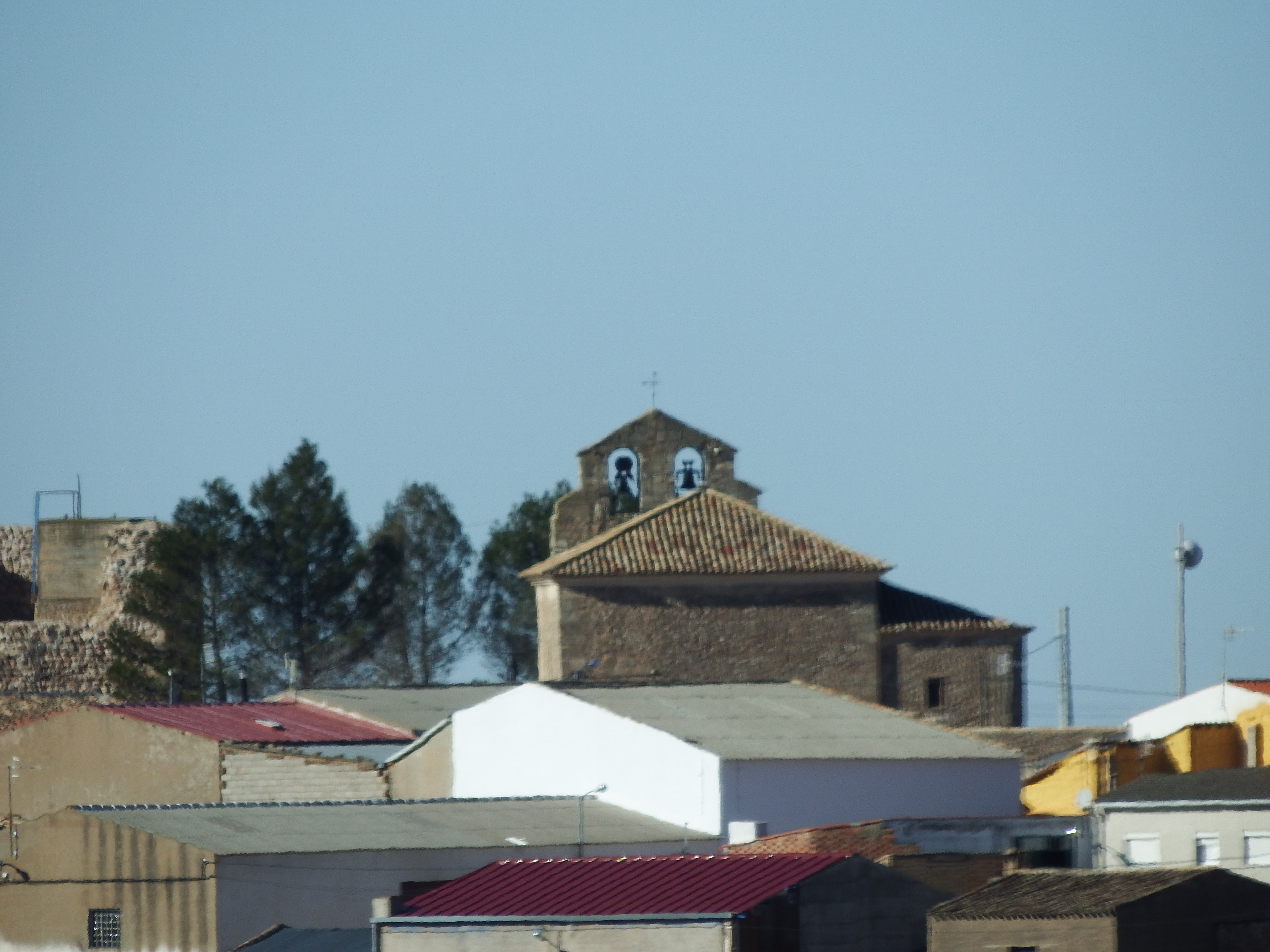
Kirche Mariä Himmelfahrt

- Kirche Mariä Himmelfahrt